# PIP-Service
PIP steht für "Price Improvement Service", eine Dienstleistung, die für die Abwicklung von außerbörslichen Kommissionsgeschäften (Wertpapiergeschäften) bei Banken genutzt wird.

## Merkmale des PIP-Service
Der PIP-Service wird von verschiedenen Banken angeboten und kennzeichnet einen
außerbörslichen Abschluss von Kauf- und Verkaufsgeschäften über börsengehandelte
Wertpapiere.
Im Rahmen des PIP-Service hat der Kunde die Möglichkeit, ein börsengehandeltes Wertpapier unmittelbar von der Bank zu kaufen bzw. zu verkaufen. Da es sich bei diesem Kauf/Verkauf nicht um einen Börsenhandel, sondern um ein Kommissionsgeschäft handelt, führt das Geschäft zu keinem Börsenkurs. Die Preisfeststellung erfolgt seitens der Bank. Diese wird ihr Preisangebot an einem Referenzkurs (Börsenkurs) ausrichten und bemüht sein, diesen zu unterbieten (bzw. bei einem Kundenverkauf zu überbieten – Benchmark-Prinzip). Vom Wesen her geht es beim PIP-Service darum, eine Preisverbesserung für den Kunden herbeizuführen. Der seitens der Bank festgelegte Preis wird dem Kunden nebst einem (meist reduzierten) Entgelt in Rechnung gestellt.
Der PIP-Service wird nur für eine bestimmte Auswahl von Wertpapieren angeboten (Anlageuniversum bzw. PIP-Papiere). Die erzielbare Preisverbesserung hängt demnach von den Marktumständen (Geld/Brief-Spanne, Angebot/Nachfrage) ab.
- Beispiel A:
- Einkauf billigst 100 Aktien über PIP-Service
- Geld/Brief Spanne am Börsenplatz: 60,– EUR zu 60,50 EUR
- PIP-Ausführung: 60,30 EUR

- Beispiel B:
- Einkauf billigst 100 Aktien über PIP-Service
- Geld/Brief Spanne am Börsenplatz: 60,50 EUR zu 60,51 EUR
- PIP-Ausführung: 60,51 EUR

Der PIP-Ausführungskurs bezieht sich also stets auf den zugrunde liegenden Börsenplatz. Hier soll die Preisverbesserung greifen. Ungeachtet dessen wird die Preisverbesserung aber nicht unter allen Umständen zu gewähren sein, garantiert ist jedoch zumindest eine Ausführung zum Geld/bzw. Briefkurs des Referenzbörsenplatzes.

## Mögliche Börsenplätze
Bei der Wahl der Referenzbörse kommen grundsätzlich folgende Börsentypen in Betracht:
1. Börsenplätze mit geschlossenem Orderbuch und Preistaxen

Diese veröffentlichen nur den zuletzt zustande gekommenen Preis (letzter Börsenkurs) sowie aktuelle Preistaxen mit Geld- und Brief-Kursen. Die Markttiefe, d. h. die Menge der angebotenen bzw. nachgefragten Stücke, ist nicht abrufbar. Übersteigt der vom Kunden in Auftrag gegebene Kauf bzw. Verkauf die gehandelten Stückzahlen, kann eine Ordersplittung (Teilausführung) vorgenommen werden.
2. Börsenplätze mit offenem Orderbuch

Im Gegensatz zu erstgenannten Börsenplätzen gibt es hier ein offenes Orderbuch, inkl. der angebotenen/nachgefragten Stücke sowie weiterer Angaben. Durch die geschaffene Transparenz ist auch im Rahmen des PIP-Services eine genauere (gewichtete) Bestimmung des Preises möglich.
- Beispiel:
- Kauf billigst 800 Z-Aktien im PIP-Service
- Angebote am Börsenplatz X:
- 200 Aktien zu 50,-
- 300 Aktien 51,– EUR
- 100 Aktien zu 52,– EUR
- 400 Aktien zu 53,– EUR

- PIP-Ausführung: 51,40 EUR
- Volumensgewichteter Preis am Börsenplatz:
- (200×50)+(300×51)+(100×52)+(400×53) =51,70

Die Ausführung des PIP-Auftrages orientiert sich nach gleicher Systematik und berechnet für die 800 Aktien zum günstigsten Kurs (im Beispiel (200x50)+(300*51)+(100*52)+(200*53)=51,375). Der Ausführungspreis liegt also bei max. 51,375. Hier wird dem Kunden z. B. ein verbesserter Preis von 51,40 EUR angeboten.